# Tu amor (canción de Luis Fonsi)
«Tu amor» es una canción balada interpretada por el cantautor puertorriqueño-estadounidense Luis Fonsi. Fue escrita por el cantautor británico-venezolano Jeremías, producida por Fonsi y coproducida por Sebastián Krys, Dan Warner y Lee Levin y fue incluido como uno de los dos nuevos cortes de su paquete de grandes éxitos Grandes éxitos 98:06 (2006). La canción fue lanzada como sencillo para promocionar el disco recopilatorio. 
Esta canción incluyó un video musical junto con la canción, y significó otro éxito para Fonsi. «Tu amor» alcanzó el puesto número uno en las listas Hot Latin Tracks y Latin Pop Airplay de Billboard.

## Versiones
- "Tu amor" (versión del álbum)
- "Tu amor" (versión salsa)
- "Tu amor" (versión Reggaeton, con Arcángel)

## Rendimiento en listas
| Lista (2007)                          | Máxima posición |
| ------------------------------------- | --------------- |
| 20                                    |                 |
| U.S. Billboard Hot Latin Tracks       | 1               |
| U.S. Billboard Latin Pop Airplay      | 1               |
| U.S. Billboard Latin Tropical Airplay | 3               |

### Sucesión y posicionamiento
| Predecesor: Sola de Héctor "El Father" | U.S. Billboard Hot Latin Songs — Sencillo N°. 1 24 de febrero de 2007 - 2 de marzo de 2007 | Sucesor: Manda una señal de Maná |

| Predecesor: Tú recuerdo de Ricky Martin featuring. La Mari de Chambao & Tommy Torres | U.S. Billboard Latin Pop Airplay — Sencillo N°. 1 24 de febrero de 2007 - 2 de marzo de 2007 | Sucesor: Tú recuerdo de Ricky Martin featuring. La Mari de Chambao & Tommy Torres |